# محمد كمال الدين أفندي
الشاهزاده محمد كمال الدين أفندي بن محمد شوكت أفندي بن عبد العزيز الأول (بالتركية العثمانية: شهزاده محمد شوكت)‏ (بالتركية: Şehzade Mehmed Şevket)‏ هو أمير عثماني جده السلطان العثماني عبد العزيز الأول.
ولد ولد في قصر يلدز في 28 أكتوبر 1890 وتوفي في 18 نوفمبر 1946 في منفاه ببيروت عاصمة لبنان ودفن هناك.
تنحصر حاليا ذرية السلطان عبد العزيز الأول عن طريق ولده محمد شوكت أفندي الذين كان له ولد واحد هو الشاهزاده محمد كمال الدين أفندي الذي تزوج في 2 مارس 1913 من جميل ديستافيز خانم (من مواليد 13 أغسطس 1895 في باتومي)، وأنجبا ولدين هما الشاهزاده محمد حسام الدين والشاهزاده سليمان سعد الدين.